# Copelatus oblitus
Copelatus oblitus là một loài bọ cánh cứng trong họ Bọ nước. Loài này được Sharp miêu tả khoa học năm 1882.
Loài này phân bố ở Zimbabwe.